# Správní obvod obce s rozšířenou působností Broumov
Správní obvod obce s rozšířenou působností Broumov je od 1. ledna 2003 jedním ze čtyř správních obvodů rozšířené působnosti obcí v okrese Náchod v Královéhradeckém kraji. Čítá 14 obcí.
Města Broumov a Teplice nad Metují jsou obcemi s pověřeným obecním úřadem.

## Seznam obcí
Poznámka: Města jsou vyznačena tučně.
- Adršpach
- Božanov
- Broumov
- Hejtmánkovice
- Heřmánkovice
- Hynčice
- Jetřichov
- Křinice
- Martínkovice
- Meziměstí
- Otovice
- Šonov
- Teplice nad Metují
- Vernéřovice

## Obyvatelstvo
| Rok  | Obyv.  | ± %    |
| ---- | ------ | ------ |
| 1869 | 30 860 | —      |
| 1880 | 33 110 | +7,3 % |
| 1890 | 34 108 | +3 %   |
| 1900 | 35 845 | +5,1 % |
| 1910 | 37 723 | +5,2 % |

| Rok  | Obyv.  | ± %     |
| ---- | ------ | ------- |
| 1921 | 33 794 | −10,4 % |
| 1930 | 33 702 | −0,3 %  |
| 1950 | 18 654 | −44,7 % |
| 1961 | 18 976 | +1,7 %  |
| 1970 | 18 382 | −3,1 %  |

| Rok  | Obyv.  | ± %    |
| ---- | ------ | ------ |
| 1980 | 17 828 | −3 %   |
| 1991 | 17 483 | −1,9 % |
| 2001 | 17 684 | +1,1 % |
| 2011 | 16 312 | −7,8 % |
| 2021 | 14 947 | −8,4 % |